# Eddie Lovett
Eddie Jermoni Lovett (Miami, 25 giugno 1992) è un ostacolista americo-verginiano.

## Biografia
Nato in Florida e cresciuto a West Palm Beach praticando sport, si è specializzato nella corsa ad ostacoli all'Università della Florida. Nelle gare agonistiche internazionali ha vestito inizialmente i colori statunitensi per poi avanzare dal 2013 con quelli delle Isole Vergini Americane, vincendo una medaglia d'oro alle Universiadi di Kazan' e partecipando ai Mondiali di Russia. Tra le tante competizioni continentali a cui Lovett ha preso parte spicca la partecipazione ai Giochi olimpici di Rio de Janeiro 2016.

## Palmarès
| Anno                                            | Manifestazione                   | Sede           | Evento   | Risultato  | Prestazione | Note                                     |
| ----------------------------------------------- | -------------------------------- | -------------- | -------- | ---------- | ----------- | ---------------------------------------- |
| In rappresentanza degli Stati Uniti             |                                  |                |          |            |             |                                          |
| 2011                                            | Campionati panamericani juniores | Miramar        | 110 m hs | Oro        | 13"14       |                                          |
| 2012                                            | Campionati NACAC U23             | Irapuato       | 110 m hs | 4º         | 13"58       |                                          |
| In rappresentanza delle Isole Vergini Americane |                                  |                |          |            |             |                                          |
| 2013                                            | Universiadi                      | Kazan'         | 110 m hs | Oro        | 13"43       |                                          |
| 2013                                            | Universiadi                      | Kazan'         | 4×100 m  | Batteria   | 40"48       |                                          |
| 2013                                            | Mondiali                         | Mosca          | 110 m hs | Batteria   | 13"52       |                                          |
| 2014                                            | Campionati NACAC U23             | Kamloops       | 110 m hs | Oro        | 13"39       |                                          |
| 2014                                            | Giochi CAC                       | Veracruz       | 110 m hs | 4º         | 13"79       |                                          |
| 2015                                            | Giochi panamericani              | Toronto        | 110 m hs | Batteria   | 13"65       |                                          |
| 2015                                            | Campionati NACAC                 | San José       | 110 m hs | Bronzo     | 13"31       |                                          |
| 2015                                            | Mondiali                         | Pechino        | 110 m hs | Batteria   | 13"65       |                                          |
| 2016                                            | Mondiali indoor                  | Portland       | 60 m hs  | 7º         | 7"75        |                                          |
| 2016                                            | Giochi olimpici                  | Rio de Janeiro | 110 m hs | Batteria   | 13"77       |                                          |
| 2017                                            | Mondiali                         | Londra         | 110 m hs | Semifinale | 13"67       |                                          |
| 2018                                            | Mondiali indoor                  | Birmingham     | 60 m hs  | Semifinale | 7"90        |                                          |
| 2021                                            | Giochi olimpici                  | Tokyo          | 110 m hs | Batteria   | 14"17       | Miglior prestazione personale stagionale |
| 2023                                            | Giochi CAC                       | San Salvador   | 110 m hs | 6º         | 14"28       |                                          |

## Altre competizioni internazionali
2014
- Bronzo al Festival sportivo panamericano ( Città del Messico), 110 m hs - 13"62